# Билевец
Билевец е бивше село в Егейска Македония, Гърция, на територията на дем Нестрам, област Западна Македония.

## География
Селото е било разположено между селата Дреничево и Добролища.

## История
Село Билевец е било малко село, изоставено в размирното време в края на XVIII век при конфликта на Али паша Янински и други албански феодали с централната власт. Жителите на Билевец се заселват в съседните села Дреничево и Добролища, след като бягат от селото си.